# وست دنتن (مریلند)
وست دنتن (به انگلیسی: West Denton) شهری در ایالت مریلند کشور ایالات متحده آمریکا است که جمعیت آن در سرشماری سال ۲۰۱۰ میلادی، ۵۲ نفر بوده‌است.